# Catherine Merridale
Catherine Merridale (née le 12 octobre 1959) est une historienne britannique spécialiste de la Russie et de l'Union soviétique.

## Biographie
Catherine Merridale obtient un First Class Degree en histoire à King's College (Cambridge) et un PhD de l'Université de Birmingham.
Merridale continue à publier après sa retraite universitaire en 2014. Elle collabore à la London Review of Books, au New Statesman, à The Independent, The Guardian et à la Literary Review. Elle participe aussi à des émissions de la BBC,. Elle a pris publiquement position sur les questions de publication des ouvrages d'histoire. Il existe une forte pression pour publier de courts articles plutôt que de longs livres, ce qu'en tant qu'auteur de multiples ouvrages elle considère comme « très regrettable ».
Dans une interview pour The Independent, Merridale raconte comment elle s'est prise d'intérêt pour la Russie et son passé. Elle commence à étudier le russe à l'école et se rend pour la première fois dans le pays à 18 ans. Elle se rappelle sa première impression de la Russie : « En venant de l'horrible aéroport soviétique de l'époque, tout à Moscou paraissait gris, froid et dur. Et soudain au milieu de la ville, il y avait ces coupoles dorées et ces énormes murs de briques rouges avec ces motifs en queue d'aronde de leurs parapets qui n'avaient pas l'air russe, tout en l'ayant en même temps. » Lorsqu'elle commence ses études supérieures, Merridale passe un an à Moscou, où elle observe les changements en cours à cette époque. Dans une autre interview, pour Waterstones.com, elle résume sa vision de l'histoire de la Russie : « Mon message est que nous devons prendre chaque génération de dirigeants russes comme ils sont, au lieu de continuer à supposer que la Russie est vouée à suivre un chemin particulier et sera toujours la même. Qu'il existe un destin russe. »

## Œuvres
- (en) Catherine Merridale, Moscow Politics and the Rise of Stalin : The Communist Party in the Capital, 1925-32, New York, St. Martin's Press, 1990 (ISBN 0-312-04799-1, OCLC 21337606)
- (en) Catherine Merridale, Night of Stone : Death and Memory in Twentieth-Century Russia, New York, Viking, 2001 (ISBN 0-670-89474-5, OCLC 44573540)
- (en) Catherine Merridale, Culture and Combat Motivation, Londres, Sage Publications, 2006 (OCLC 67636955)
- (en) Catherine Merridale, Ivan's war : life and death in the Red Army, 1939-1945, New York, Metropolitan Books, 2006, 462 p. (ISBN 0-8050-7455-4, OCLC 60671899)- traduction française : Les Guerriers du froid, Vie et mort des soldats de l'armée rouge, 1939-1945, Fayard, février 2012.
- (en) Catherine Merridale, Red fortress : history and illusion in the Kremlin, New York, Metropolitan Books, Henry Volt and Company, 2013 (ISBN 978-0-8050-8680-5 et 0-8050-8680-3, OCLC 827256860)
- (en) Catherine Merridale, Lenin on the Train, UK, Penguin, 2016 (ISBN 978-0-14-197993-9 et 0-14-197993-3, OCLC 944462944)- traduction française : Lénine, 1917 : le train de la révolution, Payot, mars 2017.

## Récompenses
- Heinemann Award for Literature (en) 2001 pour Night of Stone[3].
- Prix Arthur Goodzeit du meilleur livre d'histoire militaire du New York Military Affairs Symposium (en) pour Ivan's War[1].
- Prix du livre russe de la Pushkin House (en) pour Red Fortress[5].
- Wolfson History Prize 2014 pour Red Fortress.